# 4 × 100 meter stafett för herrar i friidrott vid olympiska sommarspelen 1996
4 x 100 meter stafett för herrar vid olympiska sommarspelen 1996 i Atlanta avgjordes 2-3 augusti. 

## Medaljörer
| Gren          | Guld                                                                                       | Guld  | Silver                                                                              | Silver | Brons                                                                                    | Brons |
| 4 x 100 meter | Kanada · Robert Esmie · Glenroy Gilbert · Bruny Surin · Donovan Bailey · Carlton Chambers* | 37,69 | USA · Jon Drummond · Tim Harden · Michael Marsh · Dennis Mitchell · Tim Montgomery* | 38,05  | Brasilien · Arnaldo da Silva · Robson da Silva · Édson Ribeiro · André Domingos da Silva | 38,41 |

## Resultat

### Slutliga resultat
| Placering | Land      | IIdrottare                                                                     | Final | Bana |
| --------- | --------- | ------------------------------------------------------------------------------ | ----- | ---- |
|           | Kanada    | • Robert Esmie • Glenroy Gilbert • Bruny Surin • Donovan Bailey                | 37,69 | 6    |
|           | USA       | • Jon Drummond • Tim Harden • Michael Marsh • Dennis Mitchell                  | 38,05 | 4    |
|           | Brasilien | • Arnaldo da Silva • Robson da Silva • Édson Ribeiro • André Domingos da Silva | 38,41 | 3    |
| 4.        | Ukraina   | • Konstantin Rurak • Sergij Osovytj • Oleg Kramarenko • Vladyslav Dolohodin    | 38,55 | 7    |
| 5.        | Sverige   | • Peter Karlsson • Torbjörn Mårtensson • Lars Hedner • Patrik Strenius         | 38,67 | 2    |
| 6.        | Kuba      | • Andrés Simón • Joel Lamela • Joel Isasi • Luis Alberto Pérez                 | 39,39 | 5    |
| —         | Frankrike | • Hermann Lomba • Regis Groisard • Pascal Theophile • Needy Guims              | DNF   | 8    |
| —         | Ghana     | • Aziz Zakari • Christian Nsiah • Albert Agyemang • Emmanuel Tuffour           | DNS   | 1    |

### Icke-kvalificerade
| Placering | Land                           | Idrottare                                                                                             | Semi  | Försök |
| --------- | ------------------------------ | --- | ----- | ------ |
| —         | Sierra Leone                   | • Pierre Lisk • Tom Ganda • Josephus Thomas • Sanusi Turay                                            | 38,91 | 38,98  |
| —         | Spanien                        | • Frutos Feo • Venancio José • Jordi Mayoral • Francisco Navarro                                      | 38.91 | 39.35  |
| —         | Elfenbenskusten                | • Frank Waota • Ahmed Douhou • Éric Pacôme N'Dri • Ibrahim Meité                                      | 38.99 | 39.43  |
| —         | Tyskland                       | • Michael Huke • Marc Blume • Holger Blume • Florian Schwarthoff                                      | DNF   | 38.77  |
| —         | Nigeria                        | • Deji Aliu • Osmond Ezinwa • Francis Obikwelu • Davidson Ezinwa                                      | DNF   | 39.47  |
| —         | Australien                     | • Paul Henderson • Tim Jackson • Steve Brimacombe • Rod Mapstone                                      | DSQ   | 38.93  |
| —         | Bahamas                        | • Renward Wells • Dwight Ferguson • Iram Lewis • Andrew Tynes                                         | DSQ   | 39.38  |
| —         | Jamaica                        | • Leon Gordon • Michael Green • Percival Spencer • Raymond Stewart                                    | DSQ   | 39.21  |
| —         | Togo                           | • Teko Folligan • Boevi Lawson • Justin Ayassou • Kossi Akoto                                         | DNQ   | 39.56  |
| —         | Österrike                      | • Martin Schützenauer • Martin Lachkovics • Thomas Griesser • Christoph Poestinger                    | DNQ   | 39.80  |
| —         | Thailand                       | • Sayan Namwong • Worasit Vechaphut • Kongdech Natenee • Ekkachai Janthana                            | DNQ   | 39.80  |
| —         | Kamerun                        | • Alfred Moussambani • Benjamin Sirimou • Issa-Aimé Nthépé • Claude Toukene-Guebogo                   | DNQ   | 39.81  |
| —         | Gabon                          | • Patrick Mocci Raoumbé • Antoine Boussombo • Charles Tayot • Eric Ebang                              | DNQ   | 39.97  |
| —         | Cypern                         | • Loucas Spyrou • Anninos Marcoullides • Prodromos Katsantonis • Yiannis Zisimides                    | DNQ   | 40.06  |
| —         | Saint Kitts och Nevis          | • Ricardo Liddie • Bertram Haynes • Kim Collins • Alain Maxime Isaiah                                 | DNQ   | 40.12  |
| —         | Liberia                        | • Kouty Mawenh • Sayon Cooper • Edward Dosa-Wea Neufville • Robert Dennis                             | DNQ   | 40.18  |
| —         | Fiji                           | • Solomone Bole • Jone Delai • Henry Semiti • Soloveni Nakaunicina                                    | DNQ   | 40.23  |
| —         | Saint Vincent och Grenadinerna | • Erasto Sampson • Joel Mascoll • Eswort Coombs • Kahlil Cato                                         | DNQ   | 40.54  |
| —         | Benin                          | • Arcadius Fanou • Pascal Dangbo • Issa Alassane Ousseni • Eric Agueh                                 | DNQ   | 40.79  |
| —         | Mauritius                      | • Arnaud Casquette • Dominique Meyepa • Bruno Potanah • Barnabe Jolicoeur                             | DNQ   | 40.92  |
| —         | Brittiska Jungfruöarna         | • Ralston Varlack • Keita Cline • Willys Todman • Mario Todman                                        | DNQ   | 41.26  |
| —         | Gambia                         | • Momodou Sarr • Dawda Jallow • Cherno Sowe • Pa Modou Gai                                            | DNQ   | 41.80  |
| —         | Laos                           | • Poutavanh Phengthalangsy • Thongdy Amnouayphone • Sisomphone Vongpharkdy • Souliyasak Ketkeolatsami | DNQ   | 44.14  |
| —         | Ekvatorialguinea               | • Ponciano Mbomio • Casimiro Nze • Bonifacio Edu • Gus Envela, Jr.                                    | DNQ   | 45.63  |
| —         | Storbritannien                 | • Tony Jarrett • Darren Braithwaite • Darren Campbell • Owusu Dako                                    | DNQ   | DNF    |
| —         | Papua Nya Guinea               | • Allan Akia • Peter Pulu • Amos Ali • Subul Babo                                                     | DNQ   | DNF    |
| —         | Italien                        | • Giovanni Puggioni • Ezio Madonia • Angelo Cipolloni • Sandro Floris                                 | DNQ   | DNF    |
| —         | Grekland                       | • Alexandros Yenovelis • Thomas Sbokos • George Panayiotopoulos • Alexandros Alexopoulos              | DNQ   | DSQ    |
| —         | Japan                          | • Koji Ito • Hiroyasu Tsuchie • Satoru Inoue • Nobuharu Asahara                                       | DNQ   | DSQ    |
| —         | Nya Zeeland                    | • Chris Donaldson • Mark Keddell • Augustine Nketia • Matthew Coad                                    | -     | DNS    |
| —         | Qatar                          | • Saed Al-Rahim                                                                                       | -'    | DNS    |